# 伊萬·波波夫
伊萬·伊萬諾維奇·波波夫（俄语：Иван Иванович Попов，羅馬化：Ivan Ivanovich Popov，1975年1月30日—），呼號斯巴達克斯（Спартак），俄羅斯陸軍少將，指揮第58集團軍。

## 生平
波波夫於1975年1月30日出生於伏爾加格勒州丹尼洛夫卡區頓河草原的一個小農場。波波夫年輕時立志追隨父親的腳步，成為一名邊防軍人，尋求進入阿拉木圖高等邊防指揮學校，但蘇聯解體後，波波夫改為申請莫斯科高等軍事指揮學校，並在1992年獲錄取。

## 事蹟
畢業後，他以排長身份被分配到北高加索軍區第56近衛空中突擊團。波波夫隨第56團參與第二次車臣戰爭。其後波波夫畢業於俄羅斯聯邦軍隊綜合軍事學院，被派往北高加索軍區司令部作戰指揮部，參與俄格戰爭。波波夫隨後在國防管理中心任職。2015年其畢業於俄羅斯總參謀部軍事學院，任阿迪格共和國第33獨立摩托化步兵旅旅長。2017年，他指揮南部軍區伏爾加格勒第20近衛摩托化步槍師。波波夫被譽為俄羅斯陸軍晉升最快的旅指揮官之一，他在演習中的表現受到了上級的關注。2017年9月，波波夫離旅升職，有傳言稱他將出任第49集團軍副司令。
到2018年5月，他擔任克里米亞第22軍參謀長 ，2019年5月仍擔任此職位。
2022年5月，波波夫擔任加里寧格勒州俄羅斯海軍第11軍參謀長。2022年6月，他指揮位於巴拉克利亞的俄軍，並在2022年9月烏克蘭哈爾科夫反攻期間進行混亂的撤退。儘管俄羅斯戰敗，波波夫仍於2023年3月晉升為少將兼第58集團軍司令，負責駐守扎波羅熱州。他宣稱在2023年6月8日烏克蘭反攻期間挫敗烏軍對扎波羅熱州的襲擊。
據《美聯社》報導，波波夫以避免不必要的損失而聞名，這與許多其他渴望犧牲士兵來獲取勝利的指揮官不同，他鼓勵部下遇到任何問題直接向他求助，這種隨和態度與俄軍常見的僵硬指揮風格形成鮮明對比。

### 解職
然而，在2023年7月11日，波波夫與俄羅斯國防部高層爆發激烈衝突。據報導指，波波夫因說出「真相」被免去第58集團軍司令職務並被調往前線。前第58集團軍司令，現任俄羅斯國家杜馬副主席安德烈·古魯廖夫在Telegram發佈波波夫的音頻，根據波波夫的話，他向最高層指出一系列問題，這些問題「以極為嚴厲的方式直接向最高層提出」，他說他「要麼保持沉默，做個膽小鬼；要麼就這樣說。我沒有權利以你們的名義，以我陣亡戰友的名義撒謊，所以我明確概述了現今軍隊在作戰和供應方面存在的所有問題。」波波夫並與高層對話中強調現今軍事的缺點，這包括缺乏對抗炮火的能力、偵察等方面的問題。
根據俄羅斯軍事Telegram頻道「VCHK-OGPU」的消息來源指，導致波波夫被解除職務的原因可能是他在向俄羅斯武裝部隊總參謀長瓦列里·格拉西莫夫匯報時提出「有必要對長時間處於戰線的部隊進行輪換」的問題。該頻道的消息聲稱，波波夫提到損失情況，並在表示願意親自向最高統帥弗拉基米爾·普京報告這個問題後被解除職務。據報導指，格拉西莫夫指責波波夫危言聳聽並勒索最高領導層。在被免職後，波波夫立即向自己的士兵和軍官發表講話，他稱士兵是「我的角鬥士」，而其自稱「斯巴達克斯」。他說：「最高領導層顯然從我身上感受到某種危險，並迅速在一天之內炮製國防部長的命令，將我除掉。」波波夫間接指責格拉西莫夫和俄羅斯國防部長謝爾蓋·紹伊古，聲稱「烏軍無法在前線突破我們的隊伍，但我們的最高領導卻從我們背後捅刀，狠毒地在最困難、最緊張的時刻對我軍趕盡殺絕。」他聲稱自己被解職是因為提出改善指揮不足的建議。國家杜馬國防委員會主席安德烈·卡爾塔波洛夫回應波波夫的信息，表示將認真對待波波夫的批評並採取行動。
《新聞週刊》引用俄羅斯軍事Telegram頻道「VChK-OGPU」指，第58集團軍在戰事上受挫時，首先是聯繫前上司波波夫求助，而不是向現任第58集團司令丹尼斯·利亞明中將和俄羅斯總參謀部尋找解決辦法。另外「VChK-OGPU」提供一段波波夫回憶與格拉西莫夫對話的錄音，據波波夫說在他憤怒咆哮說出自己想法之後，以致格拉西莫夫暈倒了。在其被俄羅斯國防部解職後，波波夫被調往敘利亞服役。
2024年5月21日，塔斯社消息指，俄羅斯武裝部隊第58集團軍前司令伊凡·波波夫少將在俄羅斯聯邦國防部清洗中因涉嫌大規模詐騙刑事案件而被拘留，相关案件由第235衛戍區軍事法院審議。波波夫被指控出售約2000噸金屬製品，這些金屬製品是人道主義援助的一部分，用在俄佔扎波羅熱州建造防禦工事。根據其律師表示，波波夫否則所有指控，稱他沒有參與指控所涉及的內容。《德國之聲》報導指，與其他因同類指控而被拘留的高級軍事官員不同，波波夫的被捕引起俄羅斯親政府軍事Telegram頻道的憤怒，它們將波波夫視為令烏克蘭反攻失利的功臣。
2024年7月，俄羅斯聯邦偵查委員會向法庭要求波波夫移送軟禁，直至10月11日。在庭上，波波夫不認罪，辯方稱他意欲返回烏克蘭的戰場。
2025年2月28日，军事法院批准了检察官的请求，将波波夫的预防性措施从软禁改为羁押在审前拘留所。原因是被告涉嫌违法行为。波波夫本人坚决否认参与任何犯罪活动，并上诉称逮捕是非法且毫无根据的。
2025年3 月 20 日，波波夫通过《生意人报》向普京发表了一封公开信。他在信中写道，自己一直是一名“忠诚的士兵”，“军队就是人生的全部意义”。他请求总统调查他的情况并重返岗位。
2024年4月9日，安全部队消息人士向《生意人报》透露，波波夫少将被派往北方军区，但不会担任常规部队指挥官，而是担任“风暴Z ”部队的一个指挥官。